# Pagham
Pagham är en ort och civil parish i Storbritannien.   Den ligger i grevskapet West Sussex och riksdelen England, i den södra delen av landet, 90 km sydväst om huvudstaden London. Pagham ligger 3 meter över havet och antalet invånare är 5 941.
Terrängen runt Pagham är mycket platt. Havet är nära Pagham åt sydost.  Närmaste större samhälle är Bognor Regis, 4,7 km öster om Pagham.